# Карола Неєр
Карола Неєр (нім. Carola Neher; 2 листопада 1900, Мюнхен — 26 червня 1942, Соль-Илецка в'язниця УНКВС № 2 для утримання підслідних, Чкаловська область) — німецька актриса театру і кіно.

## Біографія
Карола Неєр народилася в сім'ї музиканта. У 20 років дебютувала в мюнхенському театрі Каммершпіле.
У 1924 році вийшла заміж за поета і драматурга Альфреда Геншке, який писав під псевдонімом Клабунд, який помер в 1928 році.
З 1926 року Неєр виступала на столичній сцені і стала однією з улюблених актрис Бертольта Брехта. У Берліні Неєр грала Роксі в першій постановці п'єси Морін Уоткінс «Чикаго»; в 1928 році в першій постановці «Тригрошова опера» Б. Брехта і К. Вайля в Театрі на Шіффбауердамм Неєр грала Поллі Пічем. У 1931 році зіграла ту ж роль у фільмі Г. В. Пабста.
У 1933 році, після приходу нацистів до влади в Німеччині, емігрувала, жила спочатку у Відні, потім у Празі. У 1934 році слідом за німецьким комуністом Анатолієм Беккером приїхала в Москву, де Беккер влаштувався конструктором на Верстатоінструментальний завод імені Орджонікідзе. У тому ж році разом з іншими відомими німецькими емігрантами підписала протест проти окупації нацистами Саарской області, за що була позбавлена німецького громадянства.
У Москві Неєр працювала на фабриці «Межрабпомфільм», виступала в московському клубі іноземних робітників, намагалася писати для німецькомовної преси. У 1936 році Ервін Пискатор в Горькому почав знімати фільм «Червоне німецьке Поволжі», в якому запропонував Неєр головну роль; але 25 червня 1936 року, слідом за чоловіком, Анатолієм Беккером, актриса була арештована, 16 липня 1937 року засуджена Військовою колегією Верховного Суду по ст. 17, 58-8, 58-11 КК до 10 років тюремного ув'язнення. Покарання відбувала в Орловській в'язниці. 26 червня 1942 року розстріляна як шпигунка.
Реабілітована в 1959 році.

## Пам'ять
У Німеччині на честь актриси Кароли Неер названі вулиці в Берліні і Мюнхені (нім. Carola-Neher-Straße).